# Pressed Roses
Pressed Roses est un film muet américain réalisé par Harry Solter et sorti en 1910.

## Fiche technique
- Réalisation : Harry Solter
- Production : Carl Laemmle
- Date de sortie : 
  - États-Unis : 26 septembre 1910

## Distribution
- Florence Lawrence
- King Baggot